# Strömmagölen
Strömmagölen är en sjö i Sävsjö kommun i Småland och ingår i Emåns huvudavrinningsområde.